# Sierra del Almuerzo

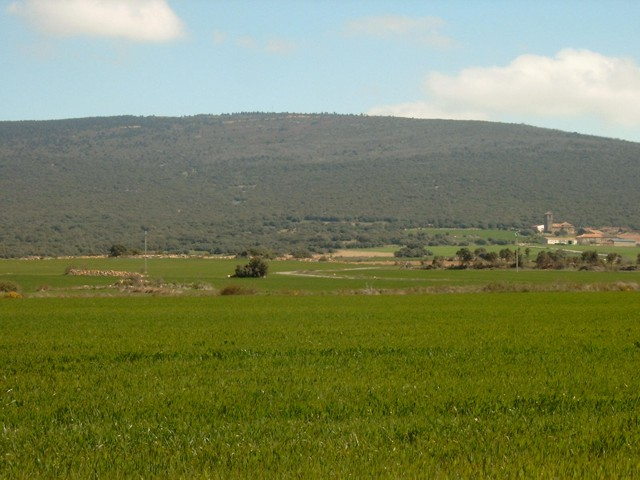
Ladera sur.

La sierra del Almuerzo se extiende al norte de Arancón y Cortos, y por el sur de Suellacabras y Narros, en la provincia de Soria, España. La cumbre, pico Matute (1.556 m), pertenece al municipio de Arancón.

## Orónimo
Su nombre se debe a que en ella almorzaron los Infantes de Lara antes de morir en una emboscada en el Valle de Araviana. También es conocida como La sierra de los Infantes de Lara
La leyenda de los Siete Infantes de Lara se desarrolla también en estos contornos en uno de los hechos que relata. Es citado por D. Ramón Menéndez Pidal en su obra: La leyenda de los infantes de Lara.
- Datos: Q6127990
- Multimedia: Sierra del Almuerzo / Q6127990